# Globo de Ouro de melhor ator revelação
Relação dos vencedores do Globo de Ouro de melhor ator revelação.

## Vencedores
- 1948: Richard Widmark
- 1950: Richard Todd (The Hasty Heart), Gene Nelson
- 1952: Kevin McCarthy (Death of a Salesman)
- 1953: Richard Burton
- 1954: Richard Egan, Steve Forrest, Hugh O'Brian
- 1955: Joe Adams, George Nader, Jeff Richards
- 1956: Russ Tamblyn, Ray Danton
- 1957: Anthony Perkins, Paul Newman, John Kerr
- 1958: James Garner, Patrick Wayne, John Saxon
- 1959: John Gavin, Efrem Zimbalist, Jr., Bradford Dillman
- 1960: George Hamilton, James Shigeta, Barry Coe, Troy Donahue
- 1961: Michael Callan, Brett Halsey, Mark Damon
- 1962: Bobby Darin, Warren Beatty, Richard Beymer
- 1963: Terence Stamp, Keir Dullea, Peter O'Toole, Omar Sharif
- 1964: Stathis Giallelis, Robert Walker, Jr., Albert Finney
- 1965: George Segal, Chaim Topol, Harve Presnell
- 1966: Robert Redford
- 1967: James Farentino
- 1968: Dustin Hoffman
- 1969: Leonard Whiting
- 1970: Jon Voight
- 1971: James Earl Jones
- 1972: Desi Arnaz, Jr.
- 1973: Edward Albert
- 1974: Paul Le Mat
- 1975: Joseph Bottoms
- 1976: Brad Dourif
- 1977: Arnold Schwarzenegger
- 1979: Brad Davis
- 1980: Rick Schroder
- 1981: Timothy Hutton
- 1983: Ben Kingsley